# Otto Hunsche
Otto Hunsche, född 15 september 1911 i Recklinghausen, död 2 september 1994 i Mülheim an der Ruhr, var en tysk jurist och regeringsråd. Han var därtill Hauptsturmführer och tjänsteman vid Reichssicherheitshauptamt (RSHA), Nazitysklands säkerhets- och underrättelseministerium. Han var Adolf Eichmanns förbindelseofficer vid det ungerska inrikesministeriet och deltog i Förintelsen i Ungern år 1944.
Hunsche dömdes år 1969 till tolv års fängelse.